# Teoria „startu” do samoczynnego wzrostu
Teoria „startu” do samoczynnego wzrostu (take-off) została opracowana przez Walta Rostowa. Wyszedł on z założenia, że determinantem rozwoju gospodarczego jest dynamika społeczeństwa, jego predyspozycje do dokonywania zmian technicznych i gospodarczych oraz polityka gospodarcza państwa. Przyjmując kryterium stopnia technicznego wyposażenia produkcji, poziomu produkcji i konsumpcji oraz stopnia akumulacji wyróżnił 5 stadiów rozwoju państwa:
1. stadium pierwsze oparte jest na społeczeństwie tradycyjnym. Występuje niski poziom wiedzy i techniki, co nie stymuluje wzrostu gospodarczego. Większość zasobów jest skoncentrowana w rolnictwie.
2. Studium drugie wiąże się z istnieniem tzw. społeczeństwa przejściowego. Tworzone są wstępne warunki do startu. Stopniowo rozwija się handel i przemysł. Pojawiają się także nowe technologie i wynalazki, a także kształtuje się struktura instytucjonalna.
3. Stadium trzecie to moment powstania społeczeństwa dynamicznego. Następuje „start” uruchamiający mechanizmy zapewniające samoczynny wzrost gospodarczy. Rosną oszczędności, stopniowo znajduje zastosowanie teoria racjonalności zachowań, a ludzie kierują się motywem zysku.
4. Stadium czwarte kreuje dojrzałą gospodarkę. Cała gospodarka działa zgodnie z zasadą racjonalnego gospodarowania. Pojawia się kadra specjalistów podejmująca strategiczne decyzje. Wzrost jest stymulowany przez czynniki tkwiące w gospodarce.
5. Produkcja dóbr i usług pozwala osiągnąć większości społeczeństwa wysoki standard życia. Dobrobyt społeczny osiągnięty jest z zachowaniem suwerenności konsumenta. Konsument, którego potrzeby zostały zaspokojone nie przejawia agresji i unika konfliktów, przez co w społeczeństwie panują nastroje pokojowe.